# Nyangbos
Els nyangbos (o tutrugbus) són els membres d'un grup ètnic de la regió Volta de Ghana, la llengua materna dels quals és la llengua kwa oriental, nyangbo. Hi ha entre 6.400 (2003) i 8.500 nyangbos. El seu codi ètnic és NAB59b i el seu ID és 14089.

## Situació territorial i pobles veïns
El territori nyango està situat a l'est d'Afeyi, a la regió Volta.
Segons el mapa lingüístic de Ghana de l'ethnologue el territori nyango és un petit territori que està situat pocs quilòmetres a l'oest de la frontera amb Togo. Aquest, juntament amb els territoris dels logbes, dels tafis i dels avatimes, està rodejat del territori molt més extens dels ewes.
Viuen en una regió muntanyosa.

## Llengua
El nyangbo és la llengua materna dels nyangbos, que també parlen l'ewe i l'anglès com a segones llengües.

## Religió i creences
La majoria dels nyangbos són cristians, tot i això creuen en els esperits i tenen culte als avantpassats. Fa uns 50 anys que els nyangbos han rebut missioners cristians, però el joshuaproject considera que aquests no han tingut veritable èxit, ja que encara creuen en les religions africanes tradicionals.
Tot i això, les estadístiques que dona aquesta mateixa pàgina web, afirmen que el 90% dels nyangbos són cristians, el 9% creuen en religions tradicionals africanes i l'1% són musulmans. El 40% dels nyangbos cristians són catòlics, el 30% són protestants i el 30% pertanyen a esglésies independents. Segons el joshuaproject, el 13% dels nyangbos cristians segueixen el moviment evangèlic.